# Josefina Román
Josefina Román (...) è una modella spagnola, eletta Miss Spagna nel 1970.

## Biografia
22 anni, ed eletta in precedenza Miss Atlantico, è stata eletta Miss Spagna nel 1970, ma rinunciò per sposarsi con Juan Rodríguez.
Giunse fra le semifinaliste di Miss Universo 1971, edizione tenutasi il 26 luglio a Miami, Florida, partecipò a Miss Mondo 1970 a Londra e Miss Europa 1971 in Tunisia. Per il matrimonio venne sostituita dalla seconda classificata, conosciuta al mondo come Bárbara Rey.